# Trypanosoma saulii
Trypanosoma saulii – kinetoplastyd z rodziny świdrowców należący do królestwa protista.
Pasożytuje w osoczu krwi ryb Channa punctatus należących do rodzaju Channa z rodziny ryb żmijogłowowatych. Jest kształtu wydłużonego, oba końce ciała ostro zakończone. Jądro położone w środku ciała. Posiada jedną wić. Błona falująca dobrze rozwinięta.
Występuje na terenie Azji.